# Hemisosibia
Hemisosibia is een geslacht van Phasmatodea uit de familie Diapheromeridae. De wetenschappelijke naam van dit geslacht is voor het eerst geldig gepubliceerd in 1908 door Redtenbacher.

## Soorten
Het geslacht Hemisosibia omvat de volgende soorten:
- Hemisosibia incerta Redtenbacher, 1908
- Hemisosibia thoracica Chen & He, 2008